# Akodon dayi
Akodon dayi is een zoogdier uit de familie van de Cricetidae. De wetenschappelijke naam van de soort werd voor het eerst geldig gepubliceerd door Osgood in 1916.

## Verspreidingsgebied
De soort wordt aangetroffen in Bolivia.